# 乒乓引理
群論中，乒乓引理（ping-pong lemma）給出了一個充分條件，保證一個群中數個子群所生成的群是這些子群的自由積。

## 歷史
使用乒乓引理的論證法可以追溯至19世紀後期，通常認為是菲利克斯·克萊因最先使用，他研究克萊因群的子群常常用到。雅克·蒂茨在他一篇1972年的文章中，證明著名的蒂茨兩擇性（Tits alternative）結果，一個主要工具就是乒乓引理。這結果指出任何有限生成的線性群，或是一個逼肖可解群（virtually solvable group），或是包含一個秩2的自由子群。乒乓引理及其引申結果廣泛應用於幾何拓撲學及幾何群論。

## 定理敍述
設G為群，作用在集合X上，H1和H2是G的非平凡子群，H是H1和H2生成的群。若X有兩個不交非空子集X1和X2，使得
- 對所有{\displaystyle 1\neq a\in H_{1}}，都有{\displaystyle a(X_{2})\subset X_{1}}
- 對所有{\displaystyle 1\neq b\in H_{2}}，都有{\displaystyle b(X_{1})\subset X_{2}}

則H是H1和H2的自由積，即{\displaystyle H=H_{1}*H_{2}}，或者{\displaystyle \left|H_{1}\right|=\left|H_{2}\right|=2}，而H是二面體群。

### 證明
設w是用H1和H2的元素寫出的非空簡約字。若{\displaystyle w=a_{1}b_{1}a_{2}b_{2}\cdots a_{k}}，其中{\displaystyle a_{i}\in H_{1}\setminus \{1\}}，{\displaystyle b_{i}\in H_{2}\setminus \{1\}}，則
{\displaystyle {\begin{aligned}w(X_{2})&=a_{1}b_{1}\cdots a_{k-1}b_{k-1}a_{k}(X_{2})\\&\subset a_{1}b_{1}\cdots a_{k-1}b_{k-1}(X_{1})\\&\subset a_{1}b_{1}\cdots a_{k-1}(X_{2})\\&\subset \cdots \subset X_{1}\end{aligned}}}
故{\displaystyle w\neq 1}。同上得{\displaystyle w=b_{1}a_{2}b_{2}a_{3}\cdots b_{k}\neq 1}。
若H1和H2的階不都等於2，不失一般性，假設{\displaystyle \left|H_{1}\right|>2}。若{\displaystyle w=a_{1}b_{1}a_{2}b_{2}\cdots b_{k}}，取{\displaystyle a\in H_{1}\setminus \{1,a_{1}^{-1}\}}，則{\displaystyle 1\neq aa_{1}\in H_{1}}，故由上可知
{\displaystyle awa^{-1}=aa_{1}b_{1}a_{2}b_{2}\cdots b_{k}a^{-1}\neq 1}，
得{\displaystyle w\neq 1}。若{\displaystyle w=b_{1}a_{2}b_{2}\cdots a_{k}}，取{\displaystyle a\in H_{1}\setminus \{1,a_{k}\}}，則{\displaystyle 1\neq a_{k}a^{-1}\in H_{1}}，同上可得{\displaystyle awa^{-1}\neq 1}，故{\displaystyle w\neq 1}。因此得出{\displaystyle H=H_{1}*H_{2}}。
若{\displaystyle \left|H_{1}\right|=\left|H_{2}\right|=2}，令{\displaystyle H_{1}=\{1,a\}}，{\displaystyle H_{2}=\{1,b\}}。從上可知若有以a, b寫出的非空簡約字w等於1，則w只可能是{\displaystyle ab\cdots ab}或{\displaystyle ba\cdots ba}，故對某些數n > 0有{\displaystyle (ab)^{n}=1}。取其最小者的值為n，則H為二面體群{\displaystyle D_{2n}}。若無如此簡約字w，則{\displaystyle H=H_{1}*H_{2}}。

### 推廣
乒乓引理可以推廣至數個子群的情形：
設G為群，作用在集合X上。又設H1, H2, ... , Hk是G的非平凡子群，且當中至少一個的階不小於3。若X有兩兩不交的非空子集X1, X2, ... , Xk，使得當{\displaystyle i\neq j}時，對所有{\displaystyle 1\neq a\in H_{i}}，都有{\displaystyle a(X_{j})\subset X_{i}}。則H1, H2, ... , Hk所生成的群是其自由積，即
{\displaystyle \langle H_{1},\cdots ,H_{k}\rangle =H_{1}*H_{2}*\cdots *H_{k}}。
這條定理的證明與兩個子群時的證明類似。

## 應用例子

### 特殊線性群
矩陣{\displaystyle {\begin{pmatrix}1&2\\0&1\end{pmatrix}}}和{\displaystyle {\begin{pmatrix}1&0\\2&1\end{pmatrix}}}在特殊線性群{\displaystyle SL(2,\mathbb {Z} )}中生成的子群是秩2的自由群。

### 證明
群{\displaystyle SL(2,\mathbb {Z} )}以線性變換作用在平面{\displaystyle \mathbb {R} ^{2}}上。
設這兩個矩陣各自生成子群
{\displaystyle H_{1}=\left\langle {\begin{pmatrix}1&2\\0&1\end{pmatrix}}\right\rangle =\left\{\left.{\begin{pmatrix}1&2n\\0&1\end{pmatrix}}\right\vert n\in \mathbb {Z} \right\}}
{\displaystyle H_{2}=\left\langle {\begin{pmatrix}1&0\\2&1\end{pmatrix}}\right\rangle =\left\{\left.{\begin{pmatrix}1&0\\2n&1\end{pmatrix}}\right\vert n\in \mathbb {Z} \right\}}
又設平面的兩個不交子集為
{\displaystyle X_{1}=\left\{{\begin{pmatrix}x\\y\end{pmatrix}}\in \mathbb {R} ^{2}:|x|>|y|\right\}}
{\displaystyle X_{2}=\left\{{\begin{pmatrix}x\\y\end{pmatrix}}\in \mathbb {R} ^{2}:|x|<|y|\right\}}
H1, H2都同構於無限循環群。因為H1, H2, X1, X2適合乒乓引理的條件，由乒乓引理得出H1, H2生成的群為其自由積，而兩個無限循環群的自由積為秩2的自由群。